# Boisgervilly
Boisgervilly település Franciaországban, Ille-et-Vilaine megyében. Lakosainak száma 1757 fő (2022. január 1.). Boisgervilly Montauban-de-Bretagne, Iffendic, Saint-Maugan, Saint-Onen-la-Chapelle és Saint-Uniac községekkel határos.

## Népesség
A település népességének változása:
| Lakosok száma | 936  | 1074 | 1174 | 1369 | 1585 | 1625 | 1664 | 1707 | 1734 | 1757 |
|               | 1968 | 1982 | 1990 | 2006 | 2013 | 2015 | 2017 | 2019 | 2020 | 2022 |